# Nižegorodskaja (anello centrale di Mosca)
Nižegorodskaja (in russo Нижегородская?) è una stazione dell'Anello centrale di Mosca. Inaugurata nel settembre 2016, la fermata è situata nell'omonimo quartiere.
Nel 2017, la stazione era frequentata mediamente da 8.000 passeggeri al giorno.

## Interscambi e progetti futuri
A poca distanza dalla stazione si trova la stazione di Karacharovo, luogo di sosta di numerosi treni Električka. A poca distanza si trova inoltre l'omonima stazione della metropolitana, inaugurata nel marzo 2020 posta sulla linea 15, che nel 2023 diverrà interscambio anche con la linea 11. Una volta terminati i lavori, la stazione diverrà uno dei più grandi hub di trasporto di tutta Mosca.

## Galleria d'immagini

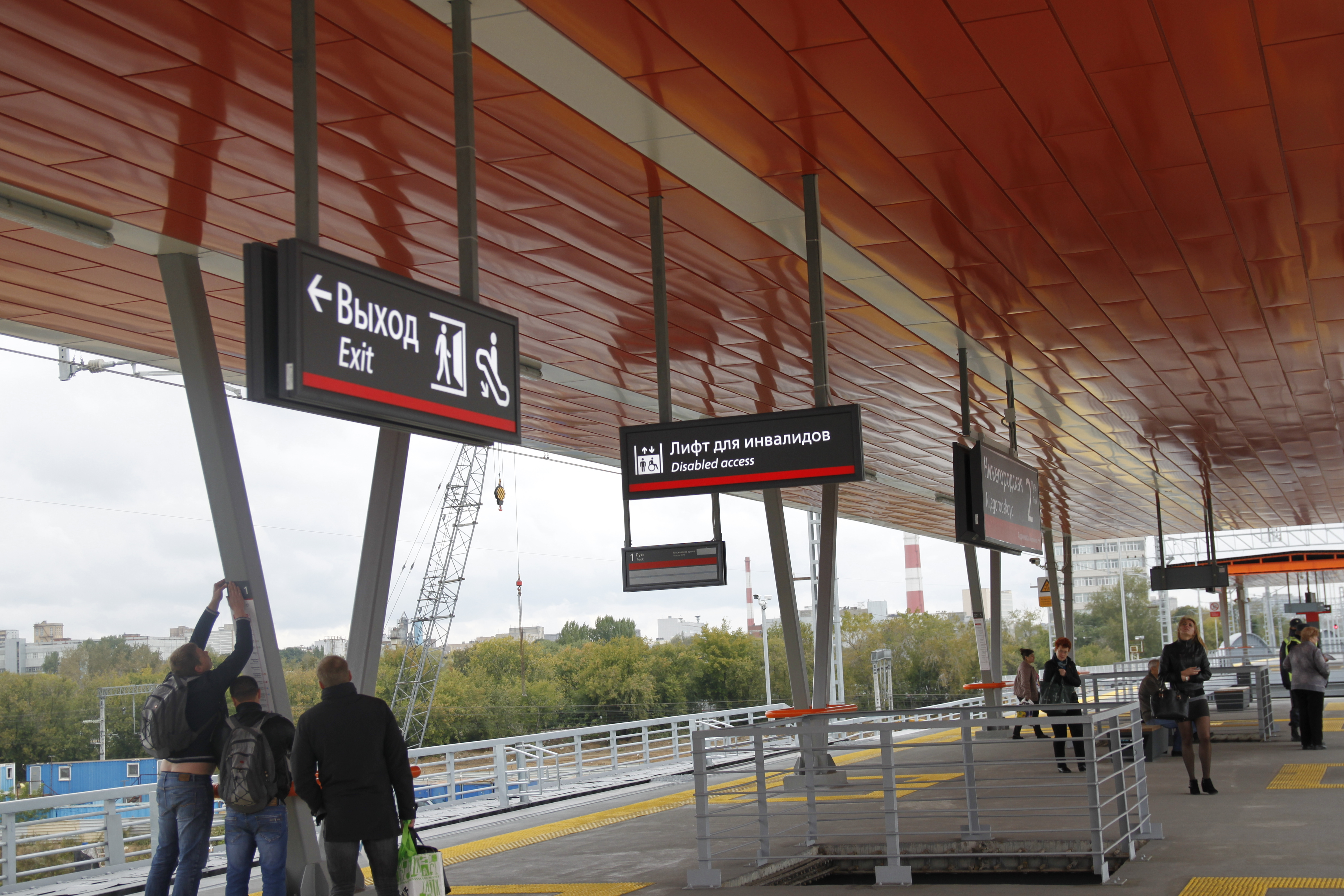
Particolare della banchina
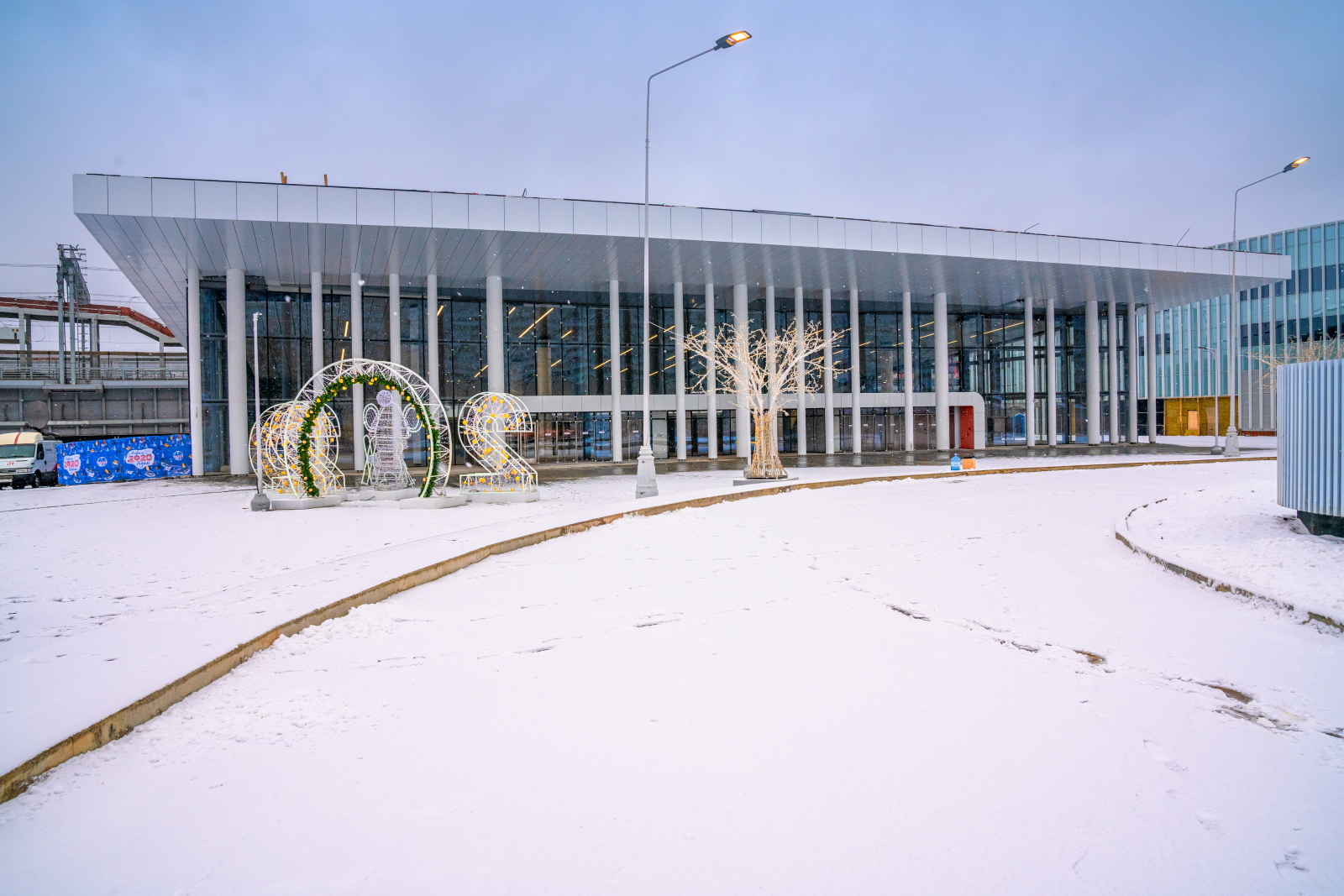
L'ingresso della stazione
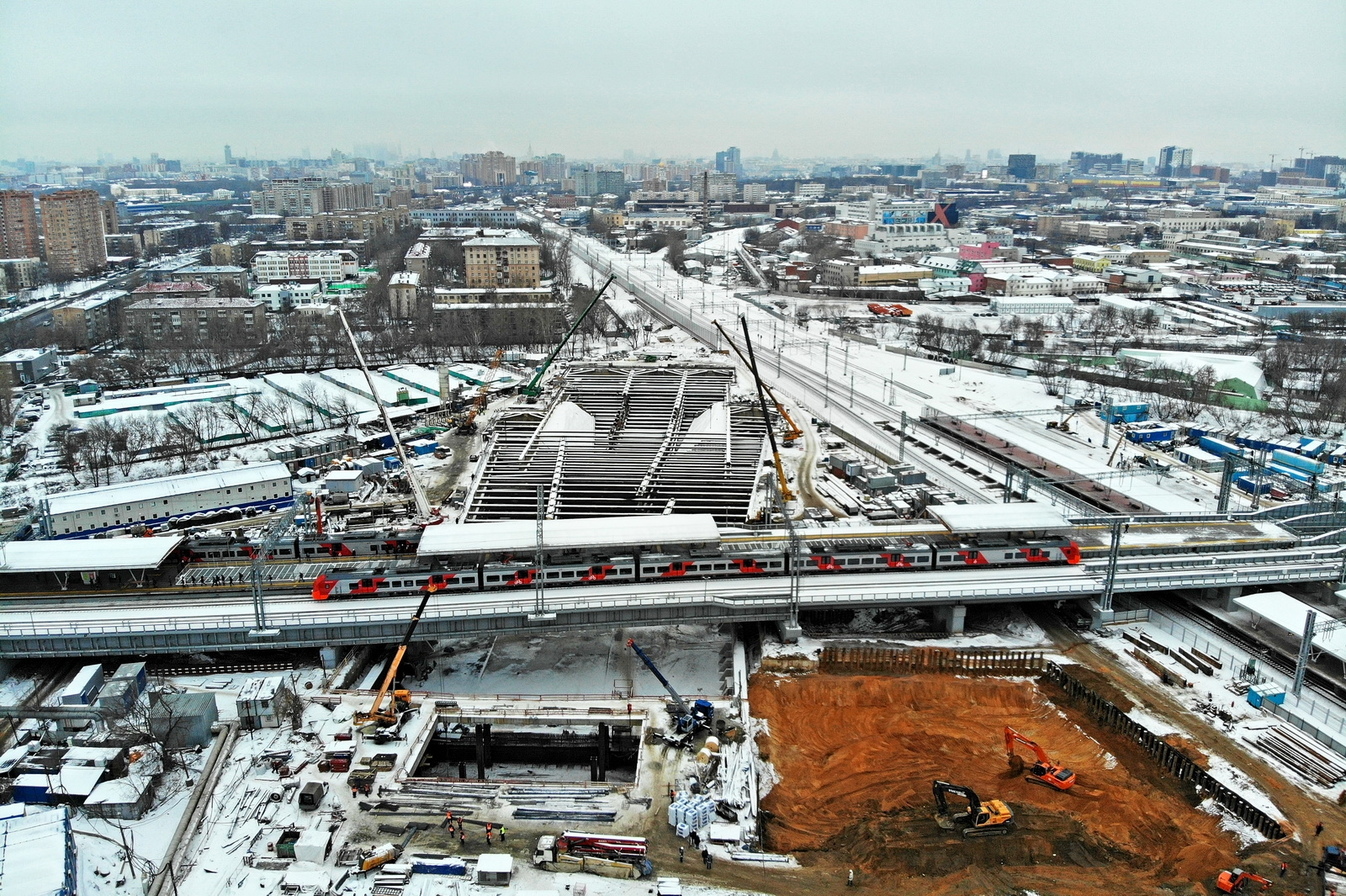
Veduta della stazione e dell'intera area interessata dai cantieri. Foto di dicembre 2018